# Obergericht Fukuoka

Gebäude des Obergerichts im Stadtteil Ropponmatsu von Fukuoka

Das Obergericht Fukuoka (jap. 福岡高等裁判所, Fukuoka kōtō-saiban-sho)  mit Sitz in der Stadt Fukuoka und Außenstellen in den Städten Miyazaki und Naha ist eines von acht japanischen Obergerichten. Der Gerichtsbezirk umfasst die südjapanische Hauptinsel Kyūshū sowie die Nansei-Inselkette, konkret die Präfekturen Fukuoka, Saga, Nagasaki, Ōita, Kumamoto, Miyazaki, Kagoshima und Okinawa. Übergeordnet ist allein der Oberste Gerichtshof.